# Leah Purcell
Leah Maree Purcell AM (Murgon, 14 de agosto de 1970) é uma atriz, dramaturga, diretora de cinema e romancista australiana. Ela fez sua estréia no cinema em 1999, aparecendo em Somewhere in the Darkness, de Paul Fenech, que a levou a papéis em filmes como Lantana (2001), Somersault (2004), The Proposition (2005) e Jindabyne (2006).

## Filmografia

### Cinema
| Ano  | Título                       | Papel         |
| ---- | ---------------------------- | ------------- |
| 1999 | Somewhere in the Darkness    | Lulu          |
| 2001 | Lantana                      | Claudia       |
| 2002 | Beginnings                   | Policial      |
| 2003 | Lennie Cahill Shoots Through | Doutora       |
| 2004 | Somersault                   | Diane         |
| 2005 | The Proposition              | Queenie       |
| 2006 | Jindabyne                    | Carmel        |
| 2014 | My Mistress                  | Audrey        |
| 2015 | Last Cab to Darwin           | Sonya         |
| 2022 | The Drover's Wife            | Molly Johnson |
| 2023 | Shayda                       | Joyce         |

### Televisão
| Ano     | Título                         | Papel                  | Nota(s)     |
| ------- | ------------------------------ | ---------------------- | ----------- |
| 1996    | G.P.                           | Lauren                 | 1 episódio  |
| 1996    | Police Rescue                  | Constable Tracey Davis | 9 episódios |
| 1997    | Fallen Angels                  | Sharon Walker          |             |
| 1998    | Water Rats                     | Sarah Lane             | 1 episódio  |
| 2000–01 | Beastmaster                    | A Aparição Negra       | 5 episódios |
| 2001    | The Lost World                 | Feiticeira             | 1 episódio  |
| 2002    | Bad Cop, Bad Cop               | Lorraine Simpson       | 1 episódio  |
| 2007    | Love My Way                    | Caroline Syron         | 3 episódios |
| 2007    | The Starter Wife               | Hannah Sprints         | 2 episódios |
| 2008    | McLeod's Daughters             | Terri Barker           | 1 episódio  |
| 2009    | My Place                       | Ellen                  | 1 episódio  |
| 2012–13 | Redfern Now                    | Grace                  |             |
| 2015    | House of Hancock               | Hilda Kickett          |             |
| 2015    | Mary: The Making of a Princess | Toni Klan              | Telefilme   |
| 2015–16 | Love Child                     | Daisy                  | 3 episódios |
| 2016    | Janet King                     | Heather O'Connor       |             |
| 2016–18 | Black Comedy                   | Convidada              |             |
| 2018–21 | Wentworth                      | Rita Connors           |             |
| 2021    | All My Friends Are Racist      | Juíza Janelle Ray AO   |             |
| 2022    | Childish Deano                 | Sra. Narkle            |             |
| 2022    | Krystal Klairvoyant            | Deborah                |             |
| 2023    | The Lost Flowers of Alice Hart | Twig                   |             |
| 2024    | High Country                   | Andrea Whitford        |             |